# Bycanistes fistulator
A Bycanistes fistulator a madarak (Aves) osztályának a szarvascsőrűmadár-alakúak (Bucerotiformes) rendjébe a szarvascsőrűmadár-félék (Bucerotidae) családjába tartozó faj.

## Rendszerezése
A fajt John Cassin amerikai ornitológus írta le 1852-ben, a Buceros nembe Buceros Fistulator néven. Sorolták a Ceratogymna nembe Ceratogymna fistulator néven is.

## Alfajai
- Bycanistes fistulator duboisi W. L. Sclater, 1922
- Bycanistes fistulator fistulator (Cassin, 1850)
- Bycanistes fistulator sharpii (Elliot, 1873)[2]

## Előfordulása
Afrika nyugati és középső részén, Angola, Benin, Bissau-Guinea, Dél-Szudán, Elefántcsontpart, Egyenlítői-Guinea, Gabon, Ghána, Kamerun, a Kongói Köztársaság, a Kongói Demokratikus Köztársaság, a Közép-afrikai Köztársaság, Libéria, Mali, Nigéria, Szenegál, Sierra Leone, Szudán, Togo és Uganda területén honos.
Természetes élőhelyei a szubtrópusi és trópusi síkvidéki esőerdők, mangroveerdők és mocsári erdők. Állandó, nem vonuló faj.

## Megjelenése
Testhossza 45 centiméter, testtömege 463-710 gramm.
|  |

## Természetvédelmi helyzete
Az elterjedési területe rendkívül nagy, egyedszáma ugyan csökken, de még nem éri el a kritikus szintet. A Természetvédelmi Világszövetség Vörös listáján nem fenyegetett fajként szerepel.